# MESM
MESM je prvo programbilno računalo koje je konstruirano na tlu kontinentalne Europe pod upravom Sergeja Aleksejeviča Ljebedeva iz Kijevskog instituta za elektrotehniku. Računalo je bilo poznato pod imenom МЭСМ (Малая электронная счётная машина, Mali elektronički računski stroj), i u uporabi je stavljeno 1950. godine. Stroj je bio izgrađen od 6000 elektroničkih cijevi i dok je stroj trošio 25 kW. Brzina računanja bilo je 3000 operacija u sekundi.